# Вулиця Жоліо-Кюрі
Вулиця Жоліо-Кюрі — вулиця в місті Одеса, розташована в Пересипському районі. Пролягає від Мелітопольської до Молодіжної вулиці. Від розриву пролягає від 26-ї лінії до Молодіжної вулиці.
Прилучаються вулиці Цесевича, Баринштейна, Євгена Крамаренка, Володимира Антоновича, Квітки-Основ’яненка, Олександра Богомольця, Яна Длугоша, Юрія Кондратюка, Скліфосовського, Марсельська, лінії 26-та, 27-ма, 28-ма, 29-та лінії, Об'їзна дорога, вулиця Давида Ойстраха, Владислава Бувалкіна та В. Блажка.

## Історія
Виникла у 1998 році під назвою Іллічівський шлях, який йде на село Ілічанка[джерело?]. Сучасна назва з 2006 року на честь французького лауреата Нобелевської премії Фредерика Жоліо-Кюрі.